# Pic del Segre
El Pic del Segre o Puigmal de Segre és una muntanya de 2.843 metres situada entre el terme comunal de Llo, de l'Alta Cerdanya i de Queralbs, del Ripollès, a la Vall de Núria. Orogràficament destaca per tenir les fonts del Segre als peus del seu vessant nord-oest.